# Fernanda Lapa
Maria Fernanda Mamede de Pádua Lapa, mais conhecida como Fernanda Lapa (Lisboa, 11 de maio de 1943 — Cascais, 6 de agosto de 2020), foi uma atriz e encenadora portuguesa.

## Biografia
Enquanto estudante no Instituto Superior de Serviço Social de Lisboa, Fernanda Lapa iniciou-se no Teatro dos Alunos Universitários de Lisboa, em 1962. 
Pela mão de Fernando Amado, logo de seguida participa na fundação da Casa da Comédia. 
É nesta companhia que se estreia como atriz profissional, sob a direção de Fernando Amado, na peça Deseja-se Mulher, de Almada Negreiros. A sua interpretação impressionaria o próprio Almada, que ofereceu um livro à atriz e na dedicatória escreveu que lhe atribuía «20 valores pelo seu talento». 
Curiosamente, seria com a mesma peça que Fernanda Lapa se estrearia como encenadora, dirigindo a sua irmã São José Lapa, dez anos mais tarde.
Com um bacharelato em Serviço Social, obtido no Instituto Superior de Serviço Social de Lisboa — onde também conheceu e teve como professor Bernardo Santareno — Fernanda Lapa obteve em 1979 uma bolsa da Secretaria de Estado da Cultura,  que a levou a frequentar a Escola Superior de Encenação de Varsóvia. Nesta escola diplomou-se em Encenação, realizando em seguida estágios no Teatro Laboratório de Grotowski, no Teatro Contemporâneo de Wroclaw e no Teatro Stary de Cracóvia.
Atriz multifacetada, o seu curriculum abrange peças de teatro, óperas e teatro-dança; a interpretação de autores como Jean Cocteau, Copi, August Strindberg ou Arthur Miller. 
Com Isabel Medina, em 1995, fundou a Escola de Mulheres - Oficina de Teatro, companhia de que foi diretora artística ate ao seu falecimento, e que visava privilegiar a criação feminina no teatro. Aí dedicou-se sobretudo à encenação, tendo dirigido para o Teatro Nacional D. Maria II, entre outras, as pecas Medeia é Bom Rapaz de Luís Riaza, As Bacantes e Medeia, de Eurípides, Sétimo Céu de Caryl Churchill, Como Aprendi a Conduzir e A Mais Velha Profissão, de Paula Vogel. 
Na interpretação salienta as participações mais recentes, Bernardo, Bernarda, colagem de textos de Bernardo Santareno, e encenação de Nuno Carinhas, e Medeia, encenação sua, ambos no Teatro Nacional D. Maria II.
O seu ultimo trabalho de direção, realizado nesta companhia, foi a encenação da peça "O Punho", um texto de Bernardo Santareno sobre a Reforma Agrária e os operários agrícolas que a protagonizaram, integrada, precisamente, nas comemorações do Centenário de Bernardo Santareno.
No cinema participou em várias longas-metragens, tendo protagonizado Recompensa, de Arthur Duarte (1979), e Solo de Violino, de Monique Rutler (1992), além do trabalho com os realizadores Fernando Vendrell e Margarida Gil.  Participou em dezenas de peças produzidas ou adaptadas para a televisão e integrou o elenco de séries como Ballet Rose, A Raia dos Medos, O Processo dos Távoras ou Pedro e Inês, além da participação esporádica em novelas. Com Sinde Filipe foi co-autora de Cancioneiro (1975), programa de poesia na RTP1. 
Alem de atriz, Fernanda Lapa foi ainda formadora e/ ou professora em diversas instituições - no Chapitô, na Escola Superior de Música e Artes do Espetáculo do Porto, na Faculdade de Letras da Universidade de Lisboa (no curso de mestrado em Estudos Teatrais), na Escola Superior de Teatro e Cinema de Lisboa e na Escola de Artes da Universidade de Évora, onde dirigiu o Departamento de Teatro e foi professora catedrática convidada.
Morreu no dia 6 de agosto de 2020, em Cascais, aos 77 anos, de uma doença da vesícula biliar, de que não se quis tratar.
Era militante do Partido Comunista Português.

## Prémios e reconhecimento
Recebeu o Globo de Ouro (2005), pela produção de A Mais Velha Profissão de Paula Vogel. 
Foi distinguida em 2005 com a Medalha de Mérito Cultural do Ministério da Cultura. 

## Televisão
- 1975 - Angústia Para o Jantar
- 1980 - Retalhos da Vida de um Médico
- 1988 - O Nosso Século
- 1992 - Pós de Bem-Querer
- 1995 - Cluedo
- 1997 - Filhos do Vento
- 1998 - Ballet Rose
- 1999 - Esquadra de Polícia
- 2000 - A Raia dos Medos
- 2001 - O Processo dos Távoras
- 2003 - Lusitana Paixão
- 2003 - O Teu Olhar
- 2005 - Pedro e Inês
- 2006 - Doce Fugitiva
- 2007 - Vingança
- 2012 - Entre as Mulheres
- 2013 - O Bairro
- 2013/2014 - I Love It
- 2016 - A Impostora
- 2018 - Jogo Duplo
- 2020 - Amar Demais

## Teatro
- 1963 - Deseja-se Mulher - Casa da Comédia[10]

## Familia
Filha de Fernando Santos Lapa e de sua mulher Maria Palmira Mamede de Pádua.
Irma de São José Lapa.
Casada com Carlos Alberto Pombo Rodrigues até 1970, teve três filhas:
- Ana Mafalda de Pádua Lapa Pombo Rodrigues (Lisboa, 24 de abril de 1964), casada primeira vez com Reiner Kachmeier (5 de novembro de 1957), com geração, e casada segunda vez com Theodorus "Theo" van Rompay, sem geração;
- Mónica de Pádua Lapa Pombo Rodrigues (Lisboa, 24 de agosto de 1965 — Lisboa, 3 de agosto de 2001), bailarina, coreógrafa e produtora de dança, casada com Mark Deputter (9 de maio de 1960), sem geração;
- Marta Alexandra de Pádua Lapa Pombo Rodrigues (Lisboa, 25 de maio de 1968), bailarina, coreógrafa e atriz, casada com Amadeu José Leão Neves (7 de novembro de 1966), com geração.